# La nascita degli Stati Uniti
La nascita degli Stati Uniti (Yankee Doodle Bugs) è un film del 1954 diretto da Friz Freleng. È un cortometraggio animato della serie Looney Tunes, prodotto dalla Warner Bros., uscito negli Stati Uniti il 28 agosto 1954. I protagonisti del cartone animato sono Bugs Bunny e il nipote Clyde.

## Trama
Clyde ha un compito in classe sulla storia americana, ma non riesce a ricordare le date e i luoghi. Suo zio Bugs cerca di aiutarlo e decide di raccontargli come i conigli abbiano fatto la storia degli Stati Uniti.
Inizia quindi a raccontare comicamente di come gli olandesi comprarono Manhattan dagli indiani e di come Benjamin Franklin scoprì l'elettricità, anche con l'aiuto di Bugs. Racconta anche come re Giorgio visitò i magazzini del tè di Boston ed esclamò che il tè si sarebbe fatto con dei chiodi da tappezziere, anziché coi chiodi di garofano. I coloni non gradirono lo scherzo e misero su un esercito, tirando a sorte chi doveva combattere, tra cui George Washington.
A questo punto i coloni vollero creare una bandiera, ma nessun disegno fu giudicato appropriato, finché un giorno Bugs andò a casa di Betsy Ross intenta a cucire una bandiera statunitense con tredici strisce bianche e rosse e un quadrato blu senza decorazioni. Bugs affermò che mancava ancora qualcosa nella parte blu della bandiera e, camminando avanti e indietro, finì per calpestare un rastrello, che lo colpì in faccia, formando un cerchio di stelle attorno alla sua testa, dando l'idea alla donna di aggiungerle.
Bugs prosegue poi raccontando eventi della battaglia di Bunker Hill e su Valley Forge. Infine racconta di come "la flotta nemica era imbottigliata" letteralmente e di come Washington attraversò su una barca a motore il fiume Delaware insieme a Bugs, per poi fare un discorso di addio alle truppe.
In quel momento la campanella della scuola suona, così Bugs saluta il nipote dicendogli di non dimenticare la lezione. Più tardi, Clyde torna a casa imbronciato e, quando Bugs gli chiede come sia andato il compito in classe, il coniglietto rivela di avere con sé un cappello da asino.